# Kipland Kinkel
Kipland Phillip Kinkel (nacido el 30 de agosto de 1982) fue un estudiante que asesinó a sus padres, antes de cometer un tiroteo en la escuela secundaria Thurston en Springfield, Estados Unidos,que dejó dos estudiantes muertos y 25 heridos. Kinkel actualmente cumple una condena de 111 años en prisión.

## Biografía
Es el segundo hijo de William y Faith (de soltera Zuranski) Kinkel. Tiene una hermana mayor, Kristin. Sus padres eran profesores de español. Faith enseñó español en la secundaria de Springfield, y William enseñó en la secundaria Thurston y en el Lane Community College. De acuerdo a la familia, el joven Kinkel sufría de un amplio historial de enfermedad mental.
Según todos los relatos, los padres de Kinkel eran cariñosos y solidarios. Su hermana Kristin era una estudiante talentosa. La familia Kinkel pasó un año sabático en España cuando Kip tenía seis años, donde asistió a un jardín de infantes de habla hispana. Según los informes, Kinkel asistió de una manera "anormal" y su familia dijo que tuvo problemas con el plan de estudios. Cuando Kinkel regresó a Oregón, asistió a la escuela primaria en la pequeña comunidad de Walterville, a unas cinco millas al este de Springfield. Sus maestros lo consideraban inmaduro y falto de desarrollo físico y emocional. Con base en la recomendación de sus maestros, los padres de Kinkel hicieron que repitiera el primer grado. En la repetición, se le diagnosticó dislexia, que empeoró, y fue colocado en clases extensivas de educación especial al comienzo del segundo grado.
Sus compañeros de clase describieron a Kinkel como un chico «extraño y morboso» mientras que otro lo caracterizaban como «psicótico o esquizoide» al que le gustaba escuchar Nine Inch Nails, Rage Against the Machine y a Marilyn Manson. Hablaba constantemente de cometer actos de violencia y le decía a sus amigos que quería unirse al Ejército de los Estados Unidos después de graduarse para sentir cómo era matar a alguien. Cuando se le preguntó sobre un viaje familiar a Disneyland, comentó que quería "darle un puñetazo a Mickey Mouse en la nariz". Sus padres finalmente lo enrolaron en terapias de control de la ira y lo hicieron evaluar por psicólogos. Poco después, el padre de Kinkel le dijo a un amigo que estaba "aterrorizado" y que ya se le habían acabado las opciones para ayudar a su hijo.
Kinkel describió tres voces: «Voz A», que le ordenaba que cometiera actos violentos, «Voz B», que expresaba sentimientos y pensamientos hostiles hacia su propia persona, y «Voz C», que constantemente repetía lo que A y B decían. Kinkel afirmó que se sintió castigado por Dios por haber sido sometido a estas voces, y que fue «Voz A» lo que lo instigó al asesinato de su padre, su madre y el posterior ataque en Thurston High School.